# Municipio de Portage (Misuri)
El municipio de Portage (en inglés: Portage Township) es un municipio ubicado en el condado de Nueva Madrid en el estado estadounidense de Misuri. En el año 2010 tenía una población de 3752 habitantes y una densidad poblacional de 23,25 personas por km².

## Geografía
El municipio de Portage se encuentra ubicado en las coordenadas 36°27′1″N 89°46′29″O / 36.45028, -89.77472. Según la Oficina del Censo de los Estados Unidos, el municipio tiene una superficie total de 161.4 km², de la cual 160,11 km² corresponden a tierra firme y (0,79 %) 1,28 km² es agua.

## Demografía
Según el censo de 2010, había 3752 personas residiendo en el municipio de Portage. La densidad de población era de 23,25 hab./km². De los 3752 habitantes, el municipio de Portage estaba compuesto por el 81,16 % blancos, el 16,47 % eran afroamericanos, el 0,21 % eran amerindios, el 0,16 % eran asiáticos, el 0,19 % eran de otras razas y el 1,81 % eran de una mezcla de razas. Del total de la población el 0,93 % eran hispanos o latinos de cualquier raza.